# Либидо
Либидо: (на латински: libido, желание) означава сексуално влечение. Терминът може да има и по-широкото значение на творческа съзидателна сила, както е използван и в психоанализата, включително и от Карл Юнг. В теорията на Зигмунд Фройд, който популяризира това понятие.

## Наименование
Фройд сравнява приемане на половия нагон при възникване на полова потребност като храна и глад. В немския език липсва обозначение, отговарящо на дума „глад“. Науката употребява думата Lust, която е многозначна и означава както усещането на самата потребност, така и нейното задоволяване.

## Либидо и съвременна наука
Либидото е постоянна, макар и с променлива интензивност и зависеща от вътрешни (индивидуални) и външни (средови) условия, готовност за полова дейност, основно еротично настроение и самочувствие, което възниква през пубертета под влияние на ендокринни фактори (хормони) и се прекратява със затихването на половата функция през инволуцията и старостта.
В началото либидото се проявява като общо повишен жизнен тонус и еротичен интерес. Специфична сексуална насоченост то придобива по-късно, когато вниманието се отправя и съсредоточава към определен полов обект. Тогава може да възникне и амурозната (любовната) мотивация, която психично се характеризира с появата на любовни чувства и влечения.
Биологичното значение на либидото е да създаде условия за осъществяване на половия акт с всички негови последици за продължаване на вида, като подготви индивида за полово общуване още преди да е осъществена непосредствена телесна близост между партньорите.
Анатомо-физиологичен субстрат на либидото са преди всичко диенцефално-хипофизарните структури, както и структурите на лимбичната система, където е енергийната база на цялата безусловно-рефлексна дейност и където по всяка вероятност се локализират безусловно-рефлексните механизми на половите мотивации. Но тъй като либидото се насочва винаги към конкретен обект и неговото проявяване се формира в голяма степен в индивидуалния полов опит, то несъмнено освен подкорови механизми тук участват и корови, условно-рефлексни психични компоненти.